# DID패널
디지털 정보 디스플레이(DID : Digital Information Display)패널은 공공정보 게시용 디스플레이 제품을 총칭한다. 최근에 유동인구가 많은 공공장소에 대형 디스플레이 패널을 설치하여 기업이나 상품의 광고 및 홍보 영상을 불특정 다수에게 제공하는 디지털 정보 디스플레이 방식이 늘어나고 있다. 이러한 DID 패널은 다양한 형태의 문서를 디스플레이 할 수 있을 뿐만 아니라 문서의 편집, 인식, 저장, 관리의 기능이 추가된 컴퓨터 기반의 효율적인 제어가 가능하다. 이러한 이유로 DID 패널은 현재 공항, 지하철, 병원, 은행, 백화점, 슈퍼마켓, 서점 등 여러 장소에서 홍보 정보, 공공 정보, 가격 정보, 할인 정보, 상품 정보 등을 제공하는 장치로서 사용되고 있다.

## 특징
DID패널은 공공용으로 쓰이는 특성상 일반 TV보다 훨씬 큰 대형 제품이 주를 이루며 규격화되지 않은 크기의 제품들의 비중이 크다. 긴 가동시간, 높은 온도와 습도, 외부 이물질 유입 등 악조건에 상관없이 안정적으로 동작할 수 있어야 하기 때문에 패널과 구동회로를 포함한 부품들이 더 높은 신뢰성을 갖추어야 한다는 특징을 갖고 있다. 터치스크린이기 때문에 사용자들이 편리하게 사용할 수 있다는 특성도 갖고 있다. DID 패널은 인터페이스를 통해 상호작용적 응용프로그램이 적용되는 솔루션을 기반으로 만들어진다. 또한, DID 패널의 대표적인 특징으로는 사용자에게 시각적 정보를 제공한다는 점을 들 수 있다. 또한 상업용 DID 패널의 경우에 사용자들은 티켓 발권, 상품 구매, 제품 탐색 등을 위해 카운터에서 대기하는 시간을 줄일 수 있게 되었고, 기업의 입장에서는 그에 필요한 인건비, 시간 등의 비용을 절감할 수 있게 되었다. 그러나, DID 패널이 무조건 장점만 있는 것은 아니다. 사용자들이 DID 패널을 통해 직접 상품을 고르고, 항공권을 예매하고, 영화권을 구입하고, 제품 탐색을 하게 됨에 따라 야기될 수 있는 단점도 존재한다. DID 패널의 기술력에 익숙치 않은 사용자들은 오히려 직접 오프라인에서 제품 탐색을 하고, 항공권을 예매하고, 티켓을 발권하는 것에 익숙하지만, DID 패널의 숫자가 늘고 오프라인에서 볼 수 있는 업무가 줄어듦에 따라 여러 가지 업무에 어려움을 느끼기도 한다. 또한, DID 패널을 통해 직접 탐색을 해야 하기 때문에 티켓의 경우에는 발권에서 좌석 선택, 제품 구매의 경우에는 탐색에서 구매까지 사용자가 직접 실행을 해야 한다. 이 경우, 사용자들은 모든 선택을 스스로가 결정하기 때문에 부담감을 느낄 가능성도 적지 않다.

## 구성방식과 운영시스템
멀티 디스플레이 구성은 한 대의 컴퓨터만으로 시스템의 운영이 가능한 구조로서 한 대의 컴퓨터가 여러 개의 스크린에 동시에 동영상 및 다양한 콘텐츠가 플레이되도록 하는 특징을 가진다. 시스템을 운영하는 매니저(Manager)가 키오스크(Kiosk), 터치스크린(Touch screen), LED모니터, 멀티 디스플레이(Multi Display), 사이니지 디스플레이(Single Display)의 조작이 가능하며 단일형태의 디스플레이나 복합형태의 디스플레이로 배포의 구성에 따라 다양한 형태로 구현 가능한 시스템이다.

## 활용범위

### 지하철 디지털 뷰(Digital View)
인터넷 기반과 터치기반의 전화, 지역정보, 실시간 정보, 역사 정보, 관광정보, 티켓 예매, 쿠폰 등의 서비스를 제공함으로써 지하철을 이용하는 승객들의 만족도를 높여주기 위해 DID 패널이 활용될 수 있다. 또한, 주변지도와 노선 안내로 빠른 길 찾기, 약속한 장소와 가장 가까운 출구 번호 찾기, 연결된 버스 찾기를 비롯하여 지하철 출발역과 도착역을 클릭하면 시간과 요금을 안내하고, 환승 안내도 제공되어 편리한 지하철 이용정보를 제공할 수 있다. 뿐만 아니라 이를 통해 이용자들에게 뉴스와 검색어에 대한 실시간 정보와 날씨 정보도 제공할 수 있다. 현재 한국에서는 다음과 핑거터치가 제휴하여 강남역, 삼성역, 명동역 등 유동인구가 많은 지하철 1~4호선의 117개 모든 역사에 총 913대의 DID패널을 설치하였다.

### 버스정보시스템(BIS)
버스 시간 및 노선정보, 기상 정보, 환경 정보, 교통 방송 등의 정보를 버스 승객들에게 제공하여 사용자의 편의를 높여줄 수 있는 기술이다. 실제로 서울특별시는 종로 등에 유-쉘터(U-shelter)라는 버스정보시스템을 설치하여 시내버스 이용객에게 터치스크린 화면을 통해 버스위치정보, 버스의 이전 정류장 출발 모습 등의 정보를 제공함과 동시에 DID 패널에 CCTV를 설치하여 치안을 강화하는 등, DID 패널을 활용하여 시민들의 편의성을 높인 바 있다.

### 홍보를 위한 활용
대형 서점,  백화점, 슈퍼마켓 등에서 활용될 수 있다. 이러한 장소들에서 제품 정보, 할인 정보 등을 위해 활용될 수 있으며, DID 패널 이용자들은 터치스크린을 통해 유통업자 혹은 제조사가 홍보하고자 하는 점들을 스스로 선택하여 선별적으로 열람할 수 있다. 관리자들은 DID 패널에 여러 가지 홍보용 정보들을 입력, 수정, 삭제 등을 함으로써 효율적으로 소비자들에게 원하는 정보를 제공할 수 있다.

### 공공업무를 보조하기 위한 활용
정부기관, 대학 등에서는 시민들이 공공업무를 볼 때 도움을 주기 위해서 DID 패널을 키오스크의 일종으로 활용하기도 한다. 이를 통해 서류 발급, 공과금 납부 등의 업무를 분달할 수 있게 되었고, 대학에서는 스마트카드와 연계된 기술을 통해 학교 안의 다양한 서비스를 제공할 수 있다. 또한, 은행등의 기관에서는 ATM(automated teller machine) 등을 통해 계좌 이체 업무, 출금 업무, 입금 업무, 통장 정리, 계좌 잔액 조회 등의 업무를 보조할 수 있도록 함으로써 금융 업무와 같은 공공업무를 보조하기 위한 수단으로 DID 패널을 활용하고 있다.

## 참고 문헌
- 강민식(2013), ≪DID(Digital Information Display)를 통한 효과적인 광고 제공시스템에 관한 연구≫, 디지털콘텐츠학회
- 김기홍(2010), ≪디지털 디스플레이를 위한 움직임 속도기반 핸드제스처 인터페이스≫, 전남대학교
- 박재현(2012), ≪유통업계의 DID활용방안 연구 : 대구백화점을 중심으로≫, 영남대학교
- 정유경(2011), ≪디지털 공공정보 안내시스템(DID) 관리 인터페이스의 디자인 요소 분석≫, 한국디자인지식학회
- 정유경(2012), ≪공공디스플레이(DID) 관리 인터페이스(MI) 표준화를 위한 디자인 가이드라인 제안≫, 숙명여자대학교
- 최환석ᆞ조주은ᆞ함성필(2009), ≪셀프서비스 체크인 키오스크 사용의도 - 기술 수용 모델을 중심으로≫, 한국관광레저학회